# ゲイリー・ヒューム
ゲイリー・ヒューム（Gary Hume, 1962年5月9日 - ）は、イギリス出身のヤング・ブリティッシュ・アーティストの美術家。

## 略歴
- 1962年、イギリスのケント州テンターデンに生まれる。
- 1988年にゴールドスミス・カレッジ卒業。
- 同年にのちに活躍するイギリスの若手アーティストを集めたダミアン・ハースト主催の展覧会「Freeze」展に出展。
- 1990年、ヘンリー・ボンドとサラ・ルーカス主催の「East Country Yard Show」に出展。
- 1995年、ヤング・ブリティッシュ・アーティストの作品を集めた「Brilliant!」展に出展。
- 1996年、ターナー賞にノミネート。
- 1997年、ジャーウッド絵画賞を受賞。
- 1997年、サーチ・ギャラリー主催の「センセーション展」に出展。
- 1999年、ヴェネツィアビエンナーレでイギリス代表として出展。
- 現在はロンドンとニューヨークに拠点を置き活動。

## 作品
初期の作品には「door paintings」と言われるドアに等身大で描く絵画のシリーズがある。その後の作品は鮮やかな色調、縮小されたイメージや、やわらかでシンプルな画面構成が特徴の絵画になっていく。色調のちにより落ち着いたものへと変わっていく。

## コラボレーション作品
- 2002年、ステラ・マッカートニーのデビューコレクションでコラボ。
- 2010年、マルニと。トップスのデザインのため作品を特別に書き下ろす。
- 2014年、フレッドペリーと。アイコニックなプリントを使用したポロシャツ。
- 2014年、再びステラマッカートニーと。グラフィカルなデッサンを提供。